# Vero Sardo G
Vero Sardo G è un EP del gruppo hip hop italiano Sa Razza, pubblicato nel 1994. 

## Tracce
1. Vero Sardo G
2. Adesso Scrivo un Testo (Bonus Track)